# Chicago Assyrian Dictionary
O Chicago Assyrian Dictionary (CAD) ou The Assyrian Dictionary of the Oriental Institute of the University of Chicago é um projeto de nove décadas do Instituto Oriental da Universidade de Chicago para compilar um dicionário da língua acádia e seus dialetos. Modelado no Oxford English Dictionary, o trabalho no projeto foi iniciado em 1921 por James Henry Breasted, o fundador do Instituto Oriental, que já havia trabalhado no Dicionário de Berlim de língua egípcia antiga.
De 1973 a 1996, Erica Reiner foi a editora responsável, seguida por Martha T. Roth, reitora de humanidades. Previsto para levar 10 anos para ser concluído, o primeiro volume não foi publicado até 1956, e o 26º e último volume não foi publicado até 2011.
Em uma conferência no Instituto Oriental em 6 de junho de 2011, estudiosos avaliaram a importância do dicionário. Gil Stein, diretor do Instituto Oriental, disse que "é uma ferramenta de pesquisa indispensável para qualquer estudioso em qualquer lugar que busque explorar o registro escrito da civilização mesopotâmica". É um dos vários projetos de dicionário em grande escala dos Estados Unidos para antigas línguas do Oriente Médio, incluindo o Chicago Hittite Dictionary, o Pennsylvania Sumerian Dictionary e o Comprehensive Aramaic Lexicon.

## Volumes
- Volume 1, A, parte 1. [S.l.: s.n.] 1964. ISBN 0-918986-06-0
- Volume 1, A, parte 2. [S.l.: s.n.] 1968. ISBN 0-918986-07-9
- Volume 2, B. [S.l.: s.n.] 1965. ISBN 0-918986-08-7
- Volume 3, D. [S.l.: s.n.] 1959. ISBN 0-918986-09-5
- Volume 4, E. [S.l.: s.n.] 1958. ISBN 0-918986-10-9
- Volume 5, G. [S.l.: s.n.] 1956. ISBN 0-918986-11-7
- Volume 6, H [Het]. [S.l.: s.n.] 1956. ISBN 0-918986-12-5
- Volume 7, I/J. [S.l.: s.n.] 1960. ISBN 0-918986-13-3
- Volume 8, K. [S.l.: s.n.] 1971. ISBN 0-918986-14-1
- Volume 9, L. [S.l.: s.n.] 1973. ISBN 0-918986-15-X
- Volume 10, M, parte 1. [S.l.: s.n.] 1977. ISBN 0-918986-16-8
- Volume 10, M, parte 2. [S.l.: s.n.] 1977. ISBN 0-918986-16-8
- Volume 11, N, parte 1. [S.l.: s.n.] 1980. ISBN 0-918986-17-6
- Volume 11, N, parte 2. [S.l.: s.n.] 1980. ISBN 0-918986-17-6
- Volume 12, P. [S.l.: s.n.] 2005. ISBN 1-885923-35-X
- Volume 13, Q. [S.l.: s.n.] 1982. ISBN 0-918986-24-9
- Volume 14, R. [S.l.: s.n.] 1999. ISBN 1-885923-14-7
- Volume 15, S. [S.l.: s.n.] 1984. ISBN 0-918986-40-0
- Volume 16, S [Tsade]. [S.l.: s.n.] 1962. ISBN 0-918986-18-4
- Volume 17, S [Shin], parte 1. [S.l.: s.n.] 1989. ISBN 0-918986-55-9
- Volume 17, S [Shin], parte 2. [S.l.: s.n.] 1992. ISBN 0-918986-78-8
- Volume 17, S [Shin], parte 3. [S.l.: s.n.] 1992. ISBN 0-918986-79-6
- Volume 18, T. [S.l.: s.n.] 2006. ISBN 1-885923-42-2
- Volume 19, T [Tet]. [S.l.: s.n.] 2006. ISBN 1-885923-43-0
- Volume 20, U/W. [S.l.: s.n.] 2010. ISBN 1-885923-78-3
- Volume 21, Z. [S.l.: s.n.] 1961. ISBN 0-918986-19-2